# De Gluurbuur
De Gluurbuur is een personage in het Nederlandse kinderprogramma Rembo & Rembo. Het typetje werd gespeeld door Maxim Hartman.

## Omschrijving
De Gluurbuur is een nogal vieze man met een gefingeerd Limburgs accent. Vanuit zijn flat bekijkt hij zijn (vrouwelijke) buren en ergert zich mateloos dat hun billen en borsten niet te zien zijn. De Gluurbuur vindt het namelijk niet nodig dat mensen kleren of handdoeken voor billen en borsten hebben. Zijn belangrijkste argument daartegen is dat toch niemand naar hen kijkt. Bovendien vindt hij het onzin omdat mensen des avonds hun kleren toch weer uittrekken en ze dus net zo goed de hele dag naakt kunnen rondlopen.
De Gluurbuur uit zijn frustratie altijd door het roepen van de zinnen: "Dit kan toch niet zomaar", "Dit kan echt niet meer door de beugel", "dit is echt niet meer normaal hoor" en tot slot: "Da's toch nie normaal, da's abnormaal! Da's toch gewoon nie te geleuven!!”.
De Gluurbuur gluurt meestal vanuit zijn eigen flat naar buurtbewoners, maar in een aflevering gaat de Gluurbuur op pad in de buurt en sluipt in de achtertuin van een oude vrouw om daar zijn verhaal te houden. Bovendien vertoeft hij in een aflevering in een wigwam, waarna hij de kijker eens goed de waarheid vertelt.

## Cd-single
Naast de gewone Gluurbuursketches bestaat er ook een gabbernummer, welke eveneens op cd-single is uitgebracht. Dit nummer kent enkel de welluidende tekst "Olé, da's toch niet normaal, 't is abnormaal, 't is gewoon niet te gleuven". De hitsingle is een duet van de Gluurbuur samen met een ander beroemd Rembo & Rembo personage: Tampie.